# Gare de Douvres-la-Délivrande
La gare de Douvres-la-Délivrande est une gare ferroviaire française (fermée) de la  ligne de Caen à la mer (fermée), située sur la commune de Douvres-la-Délivrande, dans le département du Calvados en région Normandie.
Elle est mise en service en 1875 par la Compagnie de chemin de fer de Caen à la mer et fermée en 1950 par la Société nationale des chemins de fer français (SNCF).

## Situation ferroviaire
La gare de Douvres-la-Délivrande est située, au kilomètre 20, sur la voie unique de la ligne de Caen à la mer, entre la gare de Mathieu en direction de la gare de Caen-Saint-Martin et la gare de Chapelle-la-Délivrande en direction de la gare de Courseulles. 

## Histoire
La gare fut ouverte par la Compagnie de chemin de fer de Caen à la mer à partir de juin 1875. Dans les années 1930, des trains directs Paris-Courseulles ont été exploités par l'Administration des chemins de fer de l'État et passaient donc à  Douvres. 
La fin du XIXe siècle voit naître la mode des bains de mer. Dans les années 1930, la gare de Douvres-la-Délivrande voit passer des trains directs de Paris à la station balnéaire de Courseulles-sur-Mer, sur la ligne maintenant exploitée par l'Administration des chemins de fer de l'État. 
La période de la seconde guerre mondiale 1939-1945 est difficile pour la ligne. Après la guerre, le trafic reprend, mais la ligne bientôt déficitaire est officiellement fermée le 8 décembre 1950, la fermeture définitive ayant lieu en 1952.

## Patrimoine ferroviaire
Le bâtiment voyageur existe toujours (voir photo dans infobox) ainsi que la plate-forme ferroviaire. Celle-ci est en grande partie utilisée par la voirie, en particulier par le cours Thomas de Douvres.